# Динарх
Динарх (Коринт, око 361 – око 291. пре нове ере) био је логограф (писац говора) у старој Грчкој. Био је последњи од десет атичких беседника укључених у „Александријски канон“ који су саставили Аристофан Византионски и Аристарх из Самотраке у трећем веку пре нове ере.

## Биографија
Доселио се у Атини рано у животу, а када му је било не више од двадесет пет година, радио је као логограф — писац говора за судове. Као метик, није могао да учествује у дебатама. Био је ученик и Теофраста и Деметрија Фалереја, и рано је стекао извесну течност и стилску свестраност.
Године 324. Ареопаг је, након истраге, известио да је девет мушкараца узели мито од Харпала, одбеглог Александровог благајника. Именовано је десет јавних тужилаца. Динарх је написао, за једног или више од ових тужилаца, три говора која су још увек сачувана: Против Демостена, Против Аристогеитона и Против Филокла.
Динархове симпатије су биле у корист атинске олигархије под контролом Македоније; али треба имати на уму да сам није био атински грађанин.
Под регентством свог старог господара, Деметрија Фалереја, Динарх је имао велики политички утицај. Године 317–307 биле су најпросперитетније у његовом животу. Након пада Деметрија Фалереја и обнове демократије од стране Деметрија I Полиоркета, Динарх је осуђен на смрт и повукао се у изгнанство у Халкиду на Евбеји.
Око 292. године, захваљујући свом пријатељу Теофрасту, успео је да се врати у Атику и настанио се у земљи код бившег сарадника Проксена. Он је потом покренуо тужбу против Проксена на основу тога што му је отео нешто новца и тањир.
Динарх је умро у Атини око 291.

## Сачувани говори
Према Суди, написао је  60 говора; а Дионисије је навео податак да је сачувано 85 говора за које се наводи да је аутор.
- Против Демостена
- Против Аристогитона
- Против Филокла